# Thư Lan
Thư Lan (tiếng Trung: 舒兰市, Hán Việt: Thư Lan thị) là một thành phố cấp huyện trực thuộc địa cấp thị Cát Lâm, tỉnh Cát Lâm, Trung Quốc. Thành phố này có diện tích 4554 km2, dân số năm 2017 là 703.000 người, mã số bưu chính 132600, mã số hành chính 220283, mã điện thoại +86 (0)432. Thành phố này được chia ra 5 nhai đạo, 10 trấn, 5 hương. 